# ليمن سيساي
ليمون سيساي، OBE الإمبراطورية البريطانية وزمالة الجمعية الملكية البريطانية (وُلد في 21 مايو 1967)  كاتب ومذيع بريطاني. كان الشاعر الرسمي لدورة الألعاب الأولمبية بلندن 2012 ، وشغل منصب رئيس جامعة مانشستر من عام 2015 حتى عام 2022، وانضم إلى مجلس أمناء متحف فاوندلينج بعد عامين، بعد أن عُيّن سابقًا كعضو في زمالة المتحف. حاز على جائزة بينتر لعام 2019. ألّف عددًا من الكتب والمسرحيات. 

## وقت مبكر من الحياة

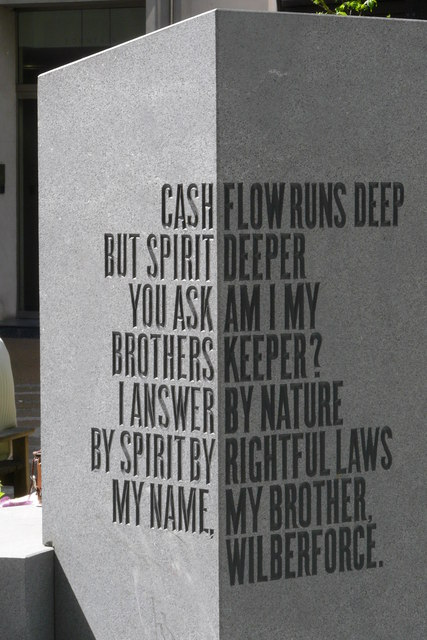
مقتطف من قصيدة "ذهب قابيل" للشاعر سيساي، في فين كورت ، لندن

وصلت والدته، يمارشيت سيساي، إلى بريطانيا من إثيوبيا سنة 1966. وكانت حاملًا آنذاك، فأُرسلت من منطقة براكنل في باركشير إلى دار للأمهات غير المتزوجات في لانكشير لتلد. أما والده، جيدّي إستيفانوس، فكان طيارًا يعمل في الخطوط الجوية الإثيوبية، وتوفي في حادث تحطم طائرة سنة 1972. وُلد ليمين في مستشفى بيلينغ في ويغان، لانكشير، سنة 1967. وُكِّل العامل الاجتماعي نورمان غولدثورب من خدمات ويغان الاجتماعية لأمه، فاختار له أبوين حاضنين بينما عادت والدته إلى براكنل لإكمال دراستها.
أطلق غولدثورب على الطفل اسم "نورمان" ووضعه في رعاية أبوين حاضنين، وطلب منهما اعتبار الأمر تبنيًا فعليًا. وقد صُوِّرت هذه الأحداث في المسرحية شيء مظلم وفي الفيلم الوثائقي لهيئة الإذاعة البريطانية رحلة داخلية. وكان الأبوين الحاضنين متدينين جدًا، وأرادا تسميته "مارك" نسبة إلى الإنجيلي المسيحي مارك، ومنحهما اسم عائلتهما "غرينوود".
عندما بلغ سيساي الثانية عشرة، وضعه أبواه الحاضنان – واللذان كان لديهما حينها ثلاثة أطفال بيولوجيين – في دار للأيتام، وأخبراه بأن لا أحد من عائلتهم سيتواصل معه مجددًا.

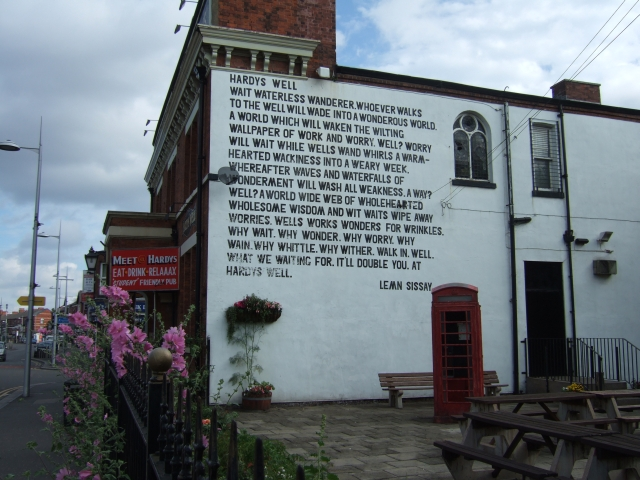
قصيدة للشاعر سيساي عن بئر هاردي ، مانشستر

بين سن الثانية عشرة والسابعة عشرة، تنقل سيساي بين أربع دور للرعاية. وعندما خرج من نظام الرعاية ولم يكن لديه عائلة بديلة أو بيولوجية، مُنح أخيرًا شهادة ميلاده، التي كشفت عن اسم والدته يمارشيت سيساي، واسمه القانوني الحقيقي: ليمين سيساي. كما حصل على رسالة من ملفاته مؤرخة سنة 1968، كتبتها والدته إلى نورمان غولدثورب، تتوسل فيها لاستعادة ابنها، وجاء فيها: "كيف يمكنني استعادة ليمين؟ أريده أن يكون مع شعبه، مع أبناء لونه. لا أريده أن يواجه التمييز." ومنذ خروجه من الرعاية، بدأ بالبحث عن والدته واستعاد اسمه الحقيقي.
في سن السابعة عشرة، استخدم سيساي مخصصات البطالة لطباعة أول كتيب شعري له بعنوان تصورات عن القلم، وبيعه للعمال المضربين في لانكشير. وعندما بلغ الثامنة عشرة، انتقل من أثيرتون إلى مدينة مانشستر. وفي سن التاسعة عشرة، عمل كموظف لتطوير الأدب في "كومنوورد"، وهي تعاونية نشر مجتمعية في مانشستر.
التقى سيساي بوالدته البيولوجية في سن الحادية والعشرين بعد بحث طويل. وكانت تعمل لدى الأمم المتحدة في غامبيا.

## حياة مهنية
قبل أن نتعارف
ونغنّي للغد
ونُنقّب عن البارحة
لكي نُعدّ قبرنا المشترك
ينبغي أن تعلم أن لا عائلة لي،
لا من تبرّأ، ولا من ابتعد – لا أحد.
لا أعياد ميلاد ولا عيد ميلاد السيد المسيح،
ولا مكالمات هاتفية. هكذا كانت الأمور
منذ ولادتي، إن كان لذلك قيمة،
لا قرابة من لحم ودم.
من قصيدة "قبل أن نخوض هذا" (٢٠٠٨)
أصدر سيساي أول مجموعة شعرية له سنة 1988 عن عمر 21 عامًا، ومنذ سن الرابعة والعشرين تفرغ تمامًا للكتابة وبدأ عروضه الأدبية حول العالم. وفي سنة 1995، أنتج فيلمًا وثائقيًا لهيئة الإذاعة البريطانية بعنوان رحلة داخلية عن حياته. وتناول عمله الدرامي شيء مظلم سنة 2005 رحلة بحثه عن عائلته، وقد أُعد لاحقًا لإذاعة بي بي سي الثالثة سنة 2006، ونال جائزة "التمييز في الإعلام" من لجنة المساواة العرقية في المملكة المتحدة.
سنة 2007، عُيِّن سيساي فنانًا مقيمًا في مركز ساوثبانك بلندن. وكان الشاعر الرسمي لدورة الألعاب الأولمبية في لندن سنة 2012، وعمل مع المجلس الثقافي البريطاني، وهو راعٍ لنادي "ليتربوكس" الذي يدعم الأطفال في الرعاية. وقد عُرضت أعماله في الأكاديمية الملكية ومعهد الفيلم البريطاني. ومنحته جامعة هادرسفيلد الدكتوراه الفخرية في الآداب سنة 2009، كما مُنح وسام عضو في رتبة الإمبراطورية البريطانية في تكريمات رأس السنة سنة 2010. وفي سنة 2014، عُيِّن زميلًا لمتحف فاوندلنغ.
ظهر سيساي على شاشة التلفاز في برامج مثل عرض ساوث بانك وسلسلة هيئة الإذاعة البريطانية الرجال العجائز الغاضبون. وكإذاعي، يُعد برامج وثائقية لهيئة الإذاعة البريطانية، وهو مساهم دائم في برنامج السبت مباشر على إذاعة بي بي سي الرابعة، والذي رُشِّح سنة 2008 لجائزتين من جوائز سوني. كما يشارك في لجنة الكتب لهيئة الإذاعة البريطانية.
في سنة 2015، أصبح سيساي راعيًا لراديو المجتمع "أوول إف إم 96.9" في مانشستر، وقال: "لطالما أحببت أوول إف إم، لأنه إذاعة متنوعة (يقدم برامج بالأردية، والبولندية، والصومالية، والفارسية، والكانتونية وغيرها)، كما أنه بث أغنية 'الهندسة المعمارية' (ريمكس بيرتالّو ومودوس)، التي فقدتها، وقد أرسل لي منسق الأغاني في أوول إف إم نسخة منها." وتُقرأ قصائده بانتظام في أوول إف إم، وقرأتها إحدى المذيعات المسنات، لي، البالغة من العمر 84 عامًا، مترجمةً إلى المندرين والإنجليزية. وقالت: "أحب شعره لأنه مؤثر جدًا وليس سطحيًا."
في حزيران 2015، انتُخب سيساي رئيسًا لجامعة مانشستر لولاية مدتها سبع سنوات، من قبل موظفي الجامعة وخريجيها المسجلين وأعضاء الجمعية العامة. وتولى منصبه الجديد في الأول من آب، وأُقيمت مراسم تنصيبه في يوم التأسيس في الجامعة بتاريخ 14 تشرين الأول 2015، حيث قال: "إذا حاولت بلوغ قمة الشجرة فقد تصل إلى أول غصن، لكن إذا حاولت بلوغ النجوم ستصل إلى قمة الشجرة. هدفي الأساسي هو الإلهام وأن أستلهم. أنا فخور بكوني رئيسًا لهذه الجامعة الرائعة وممتن جدًا لكل من صوت لي." وفي الشهر ذاته، كان ضيفًا في برنامج أقراص جزيرة الصحراء على إذاعة بي بي سي الرابعة.
 
افتح الفجر في السماء المفتوحة
المختبر – افتح الكتاب، افتح التحدي، بعيون مفتوحة. افتح. إلى الخارج. انظر.
افتح كل العقول، افتح كل الأحلام، ابحث، تساءل
افتح كل الأبواب، افتح كل الحواس
افتح كل الدفاعات، واسأل: لماذا أُغلقت؟
في احتمالات النور،
وطبيعة الثقة،
وقوة "نحن" التي لا تُقهر.
من قصيدة "استلهم وألهم" (٢٠١٥)
في كانون الثاني 2016، كتب سيساي مقالًا في صحيفة ذا غارديان عن معرض متحف فاوندلنغ الرسم من الطفولة، قال فيه: "طريقة تعامل المجتمع مع الأطفال الذين لا أحد يرعاهم هي مقياس لتحضر ذلك المجتمع. من المشين أن يضطر رئيس وزراء إلى الاعتراف، كما فعل دايفيد كاميرون في خريف العام الماضي، بأن نظام الرعاية 'يخجل بلدنا'، وأن تُصدر أوفستد تقارير تفيد بأن عدد المجالس المصنفة على أنها 'سيئة' في خدمات الأطفال يفوق عدد المصنفة على أنها 'جيدة'." وفي العام نفسه، أصبح سيساي راعيًا لفرقة المسرح "20 ستوريز هاي" في توكستث، ليفربول، التي تنتج عروضًا متنوعة تشمل البيتبوكس والغناء والدمى ووسائط أخرى. وفي تشرين الأول من السنة ذاتها، بثّت إذاعة بي بي سي الرابعة سلسلة قصص الأصل لليمِن سيساي التي تحدث فيها عن حياته؛ وقد أعيد بثها بعد عام.
في نيسان 2017، انضم سيساي إلى مجلس أمناء متحف فاوندلنغ. وأعلن لاحقًا أنه سيشارك في إعادة عرض لمسرحية طريق التي كتبها جيم كارترايت سنة 1986 على خشبة مسرح رويال كورت. وفي أيلول 2017، استخدم منصبه كرئيس لجامعة مانشستر لإطلاق منحة جديدة تهدف إلى زيادة أعداد الرجال السود المنخرطين في مهن القانون والعدالة الجنائية. وقد أُنشئت هذه المبادرة ضمن مشروع "المحامون السود مهمون" في كلية الحقوق بالجامعة، بعد أن تبين أنه "من بين نحو 1200 طالب جامعي، لم يكن سوى 14 شابًا من السود البريطانيين من أصول أفريقية وكاريبية مسجلين في تخصصات القانون والجرم، ولم يكن أي منهم من خلفيات اجتماعية واقتصادية متدنية."
وفي السنة نفسها، قدم عرضًا خاصًا بعنوان التقرير، استند فيه إلى تقرير أعده أخصائي نفسي حول حياة سيساي المبكرة وتأثيرها عليه. يتناول العرض تجربته مع الخدمات الاجتماعية، ودور الرعاية، وسوء المعاملة، وتشخيصاته النفسية التي شملت: اضطراب الكرب التالي للصدمة، واضطراب الشخصية التجنبية، واضطراب تعاطي الكحول. وقد رفع دعوى ضد مجلس ويغان انتهت بتسوية سنة 2018 تضمنت تعويضًا ماليًا من ستة أرقام واعتذارًا رسميًا له عما تعرض له أثناء وجوده في الرعاية.
في حزيران 2019، أُعلن فوز سيساي بجائزة "بين بينتر" لعام 2019، التي تُمنح للكتاب الذين ينظرون إلى العالم بنظرة "ثابتة لا تتزعزع"، وقالت إحدى أعضاء لجنة التحكيم، مورين فريلي: "في كل عمل له، يعود ليمين سيساي إلى العالم السفلي الذي عاش فيه كطفل غير معترف به. ومن أحزانه، يصوغ كلمات جميلة وألف سبب للعيش والحب."
في كانون الثاني 2020، انضم سيساي إلى لجنة تحكيم جائزة بوكر، إلى جانب مارغريت بَسبي (رئيسة اللجنة)، ولي تشايلد، وسمير رحيم، وإميلي ويلسون.
في كانون الأول 2020، ظهر سيساي وهو يسير في دنتديل باتجاه أعلى محطة قطار في إنجلترا، ضمن سلسلة مشي الشتاء على قناة بي بي سي الرابعة.
في أيّار 2021، ظهر سيساي في برنامج هل لدي أخبار لك؟ على قناة بي بي سي الأولى، بتقديم روميش رانغناثان، إلى جانب المشاركين إيان هيسلوب، وبول ميرتون، وجو براند.
عُيِّن سيساي ضابطًا في وسام الإمبراطورية البريطانية في تكريمات عيد الميلاد سنة 2021، وذلك لخدماته في الأدب والعمل الخيري. وقد نُقل عنه في صحيفة هاكني غازيت قوله: "إنه لشرف عظيم... لو أنك أخبرتني وأنا في سن السابعة عشرة أن الملكة ستمنحني وسامًا في سنة 2021، لقلت: 'مستحيل'. لذلك، من المجدي أن نؤمن بالأمل." وقد انتُخب زميلًا في الجمعية الملكية للأدب سنة 2022.
وفي تشرين الأول 2023، شارك سيساي في الأسبوع الخامس من الموسم السابع لبرنامج منزل الألعاب لريتشارد عثمان.

### الكتب
- أصابع رقيقة في قبضة مشدودة . بوغل-لوفرتور ، ١٩٨٨. .
- متمرد بلا تصفيق . دار نشر بلوداكس ، ١٩٩٢ ( دار نشر كانونجيت ، ٢٠٠٠). رقم ISBN 978-1-84195-001-3 .
- استراحة الصباح في المصعد . منشورات كانونجيت، ١٩٩٩. رقم ISBN 978-1-84767-743-3 .
- أهل النار (محرر). دار باي باك للنشر ، ١٩٩٨. رقم ISBN 9780862417390 .
- صانع ساعات الإمبراطور . دار بلومزبري لكتب الأطفال، ٢٠٠١. رقم ISBN 978-0-74754-755-6 .
- المستمع ، كتب كانونجيت، 2008. رقم ISBN 978-1-84195-895-8 .
- جواهر خفية (تحرير ديدري أوزبورن ؛ مساهمة سيساي في كتاب "شيء مظلم")، دار نشر أوبرون ، 2008. رقم ISBN 978-1-84002-843-0 .
- فتى لاجئ ، مسرحية بلومزبري المقتبسة من رواية بنجامين زيفانيا فتى لاجئ ، 2013. رقم ISBN 978-1-47250-645-0
- اسمي هو السبب ، سيرة ذاتية عن حياته المبكرة، مع ملاحظات حول نظام الرعاية الصحية البريطاني. منشورات كانونجيت، ٢٠١٩. رقم ISBN 978-1-78689-234-8
- دع النور يتدفق (كتب كانونجيت، ٢٠٢٣، ISBN ٩٧٨-١٨٠٥٣٠١١٣٤)

### المسرحيات
- الهياكل العظمية في الخزانة (1993)، بوري مترو آرتس
- لا تنظر إلى الأسفل (1993)
- الفوضى بالتصميم (1994)، ورشة عمل الفنون المجتمعية
- العاصفة (2002)، مسرح الاتصال
- شيء مظلم (2006)، مركز باترسي للفنون / مسرح كونتاكت / التفاح والثعابين
- لماذا لا أكره البيض (2011)، مسرح هامرسميث الغنائي
- فتى لاجئ (2013)، مسرح ويست يوركشاير
- التحول (2023)، التجمع المحموم

### مسرحيات إذاعة بي بي سي
- الفوضى بالتصميم (إذاعة بي بي سي 1994) [4]
- شيء مظلم (إذاعة بي بي سي 2006) [5]
- Something Dark – Live (ABC 2012)
- لماذا لا أكره البيض (إذاعة بي بي سي 3، 2010) [6]

## روابط خارجية
- موقع ليمن سيساي
- ليمين سيساي في صحيفة الغارديان
- "النشأة في بيئة غريبة" ، بي بي سي 13 أكتوبر 2006.
- "الذكاء المربع" "الصوت في مؤخرة العقل" . (فيديو، ٦ دقائق)
- تسجيلات صوتية . Discogs.
- ملف تعريفي عن التفاح والثعابين
- مساهمات Badilisha Poetry X-Change
- البث الشبكي لِمَن سيساي وفنتاهون تيرونه ، مكتبة الكونجرس، 6 يوليو 2015.